# Cemitério Judaico (Aach)

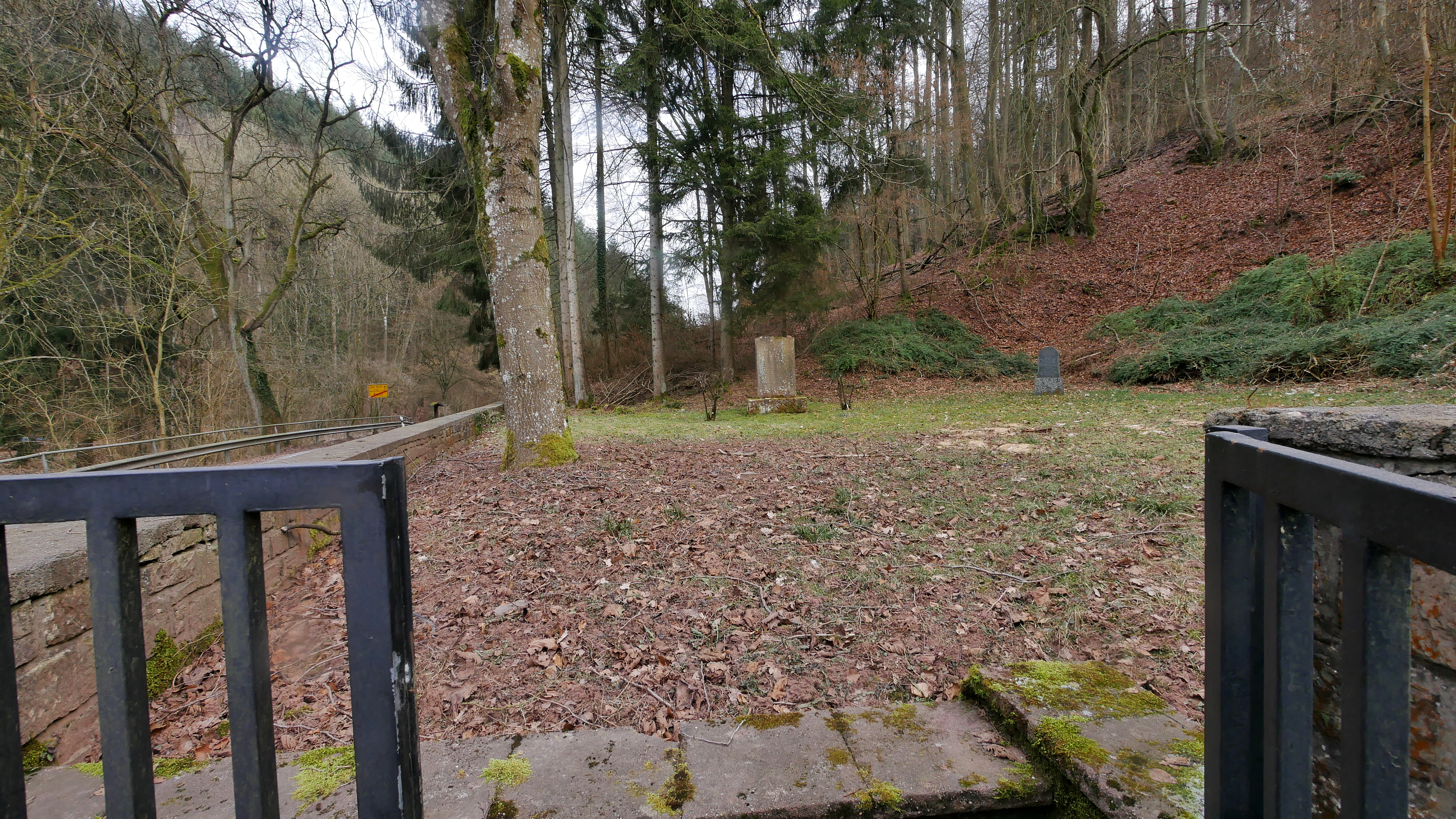
Jüdischer Friedhof am südlichen Ortseingang (März 2018)

O Cemitério Judaico de Aach (em alemão:  Jüdische Friedhof Aach) é um cemitério em Aach, uma Ortsgemeinde no distrito de Trier-Saarburg em Rheinland-Pfalz.
O cemitério judaico está localizado no final da localidade no sentido de Trier, imediatamente à direita da Trierer Straße.
No cemitério, que provavelmente foi construído no século XIX e ocupado até a primeira metade do século XX, há uma única matzeva para Samuel Levy e seu filho Adolf Levy, morto em combate na Primeira Guerra Mundial.

## História
Não se sabe quando o cemitério judaico em Aach foi estabelecido. Em 1930 foi ampliado e reparado. Depois de 1945 foi erguido um memorial com 30 nomes dos sepultados no cemitério. Uma lápide para Samuel Levy e seu filho Adolf Levy foi restaurada.

### Profanações do cemitério
O cemitério foi profanado em 1942 – durante a era nazista – por alguns membros da Juventude Hitlerista que não eram naturais de Aach. Várias lápides foram destruídas. No período que se seguiu, todas as lápides foram destruídas e o cemitério foi esvaziado.